# Natalia Sokolovskaya
Natalia Sokolovskaya (5 de junio de 1989) es una pianista Ruso-Azerbaijano. 

## Carrera musical
Natalia Sokolovskaya es natural de Astraján, Rusia. Empezó su formación musical a los tres años. Estudió en el Conservatorio  Tchaikovsky de Moscú, donde se graduó en composición y piano, dirigida por el profesor Yuri Slesarev. Continúa sus estudios en el Royal College of Music de Londres bajo la dirección de la profesora Norma Fisher y en la École Normale de Musique Alfred Cortot, en París, bajo la dirección del profesor Marian Rybicki. Llegó a recibir clases magistrales de Rostropovich (1927-2007). 
Recibió los primeros premios en el Concurso Internacional Savatek Yara (2006), en la República Checa, y el Concurso Internacional Camillo Togini, en Italia. En 2013 ganó el Concurso Internacional de Piano Ricard Viñes, en Lérida, España; en 2014, el Concurso María Herrero en Granada,, España; y semifinalista del Concurso Internacional Dudley Yamaha en Birmingham (Reino Unido). Desde su debut como pianista solista (en 2003), ha dado recitales en Rusia, Europa, Australia y el Reino Unido. Y con orquestas, ha actuado con las sinfónicas de Járkov, Yaroslavl y Astrakán. También participa en orquestas de cámara.

## Modelo
Natalia fue coronada como la nueva Miss Azerbaiyán 2015 en Bakú (6-8-2015). Al año siguiente representó a su país en el concurso Miss Universo 2016 en Manila, Filipinas.